# Koszmosz–1299
A Koszmosz–1299 a szovjet USZ–A aktív radarfelderítő műhold második tesztrepülése volt.

## Küldetés
A szovjet Legenda (oroszul: Легенда) tengeri felderítő rendszerhez készült USZ–A típusú, aktív radarberendezéssel felszerelt felderítő műhold prototípusa. A repülés a radarfelderítő műhold első kísérleti indítása volt, melynek során tesztelték a berendezést. A műholdba a BESZ–5 Buk nukleáris termoelektromos generátor teljes méretű makettjét építették. A Koszmosz–1266 programját folytatta.

## Jellemzői
1981. augusztus 24-én a bajkonuri űrrepülőtér indítóállomásról egy Ciklon-2A hordozórakétával juttatták Föld körüli, közeli körpályára. Az orbitális egység pályáját egy művelettel 103,96 perces, 65,11 fokos hajlásszögű, elliptikus pálya perigeumát 928 kilométerre, apogeumát 963 kilométerre állították. Hasznos tömege 3800 kilogramm. 2011-ben az űregység orbitális pályáját még korrigálták (10 alkalommal), biztosítva a közel körpályás haladási magasságot. Felépítése hengeres, átmérője 1.3 méter, magassága 10 méter. A sorozat felépítését, szerkezetét, alapvető fedélzeti rendszereit tekintve egységesített, szabványosított űreszköz.
Szolgálati idejének vége ismeretlen.